# 프랑스 국유 철도

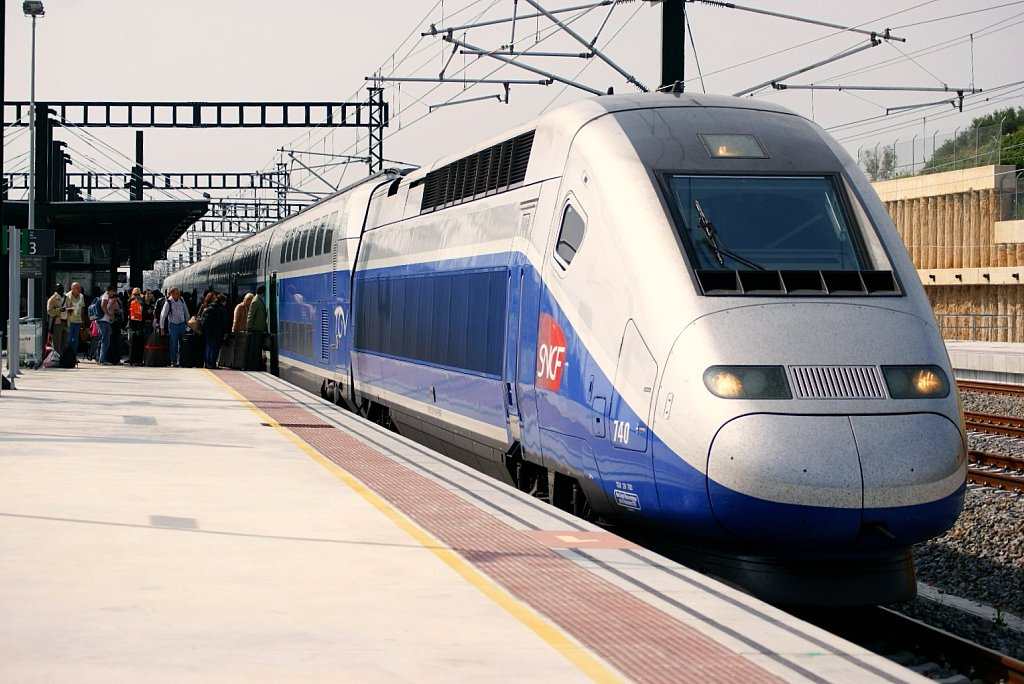
프랑스 국유 철도의 고속 열차

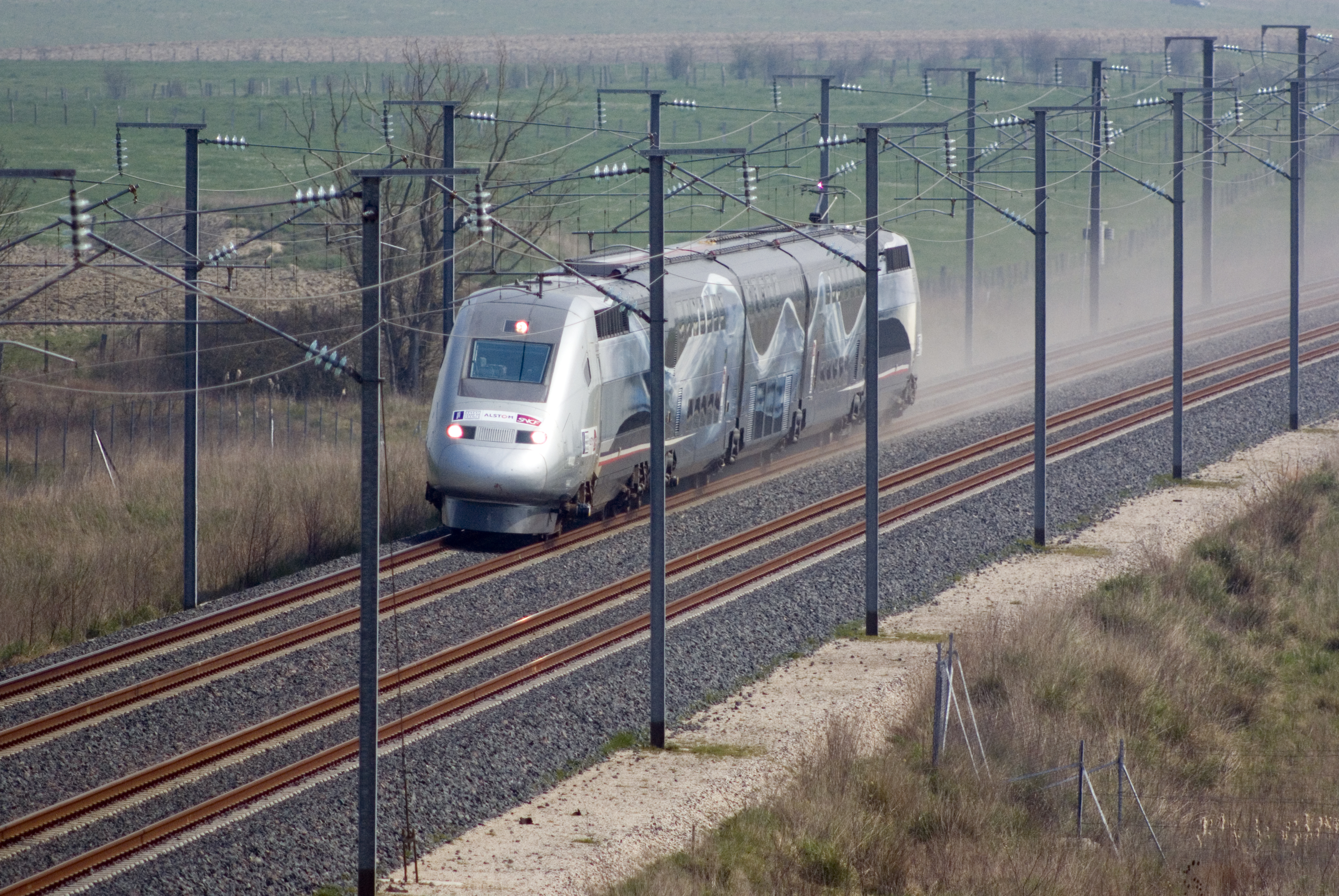
2007년 4월 촬영된 프랑스의 한 도시에서의 프랑스 국유 철도 소속 열차

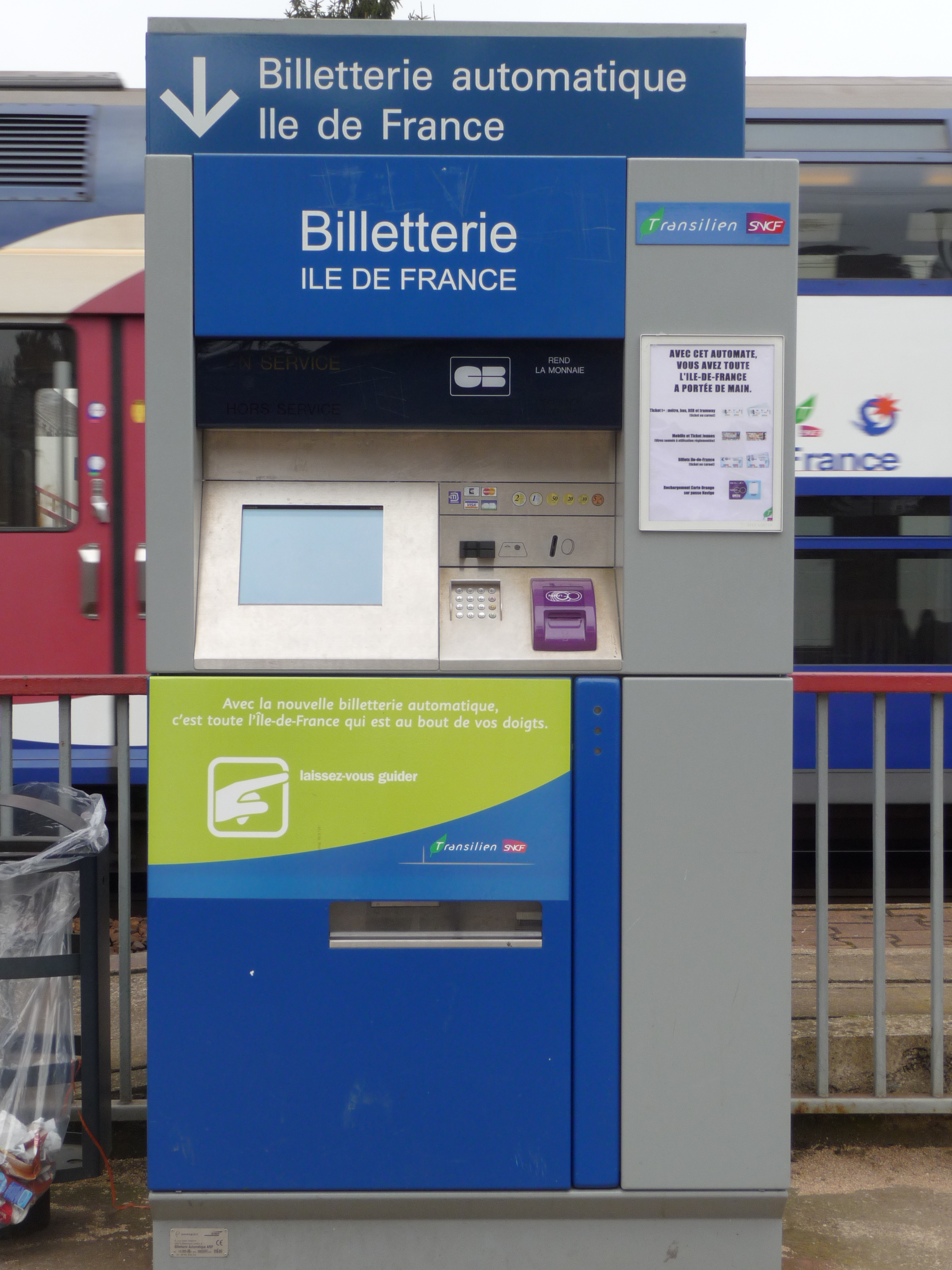
프랑스 국유 철도의 티켓 자동 발매기

프랑스 국유 철도(프랑스어: Société Nationale des Chemins de fer Français 소시에테 나시오날 데 슈맹 드 페르 프랑세[*], SNCF)는 프랑스 전국의 철도망을 총괄하는 철도운영법인이다. 정부가 보유하는 공기업이며, 본사는 파리에 있다.
총 궤간은 1,435 mm이며, 32,000 km에 달하는 철도 시설이 있다.

## 본사

프랑스 생드니로 이전한 현재 프랑스 국유 철도의 본사

기존의 프랑스 국유 철도 본사는 파리 몽파르나스에 위치하였으나, 현재는 본사를 프랑스 생드니로 이전하였다.

### 조직
2015년 1월 1일 SNCF는 세가지 공공 및 상업사업을 SNCF Réseau(SNCF 네트워크)와 SNCF Mobilités(SNCF 모바일)중심으로 구성하였다.
- SNCF Réseau
- SNCF Voyageurs
- SNCF Logistics
- SNCF Immobilier
- SNCF Keolis.

2014년 12월 31일자로 RFF와 SNCF의 통합으로 인하여, 5개의 조직으로 아래와 같이 구성되었다.
- SNCF Infra - SNCF의 전체 인프라를 담당하며, 철로 및 기타 인프라 유지보수, 설계 및 건설을 담당. 그룹의 자회사는 Systra, Inexia 그리고 SNCF 인터네셔널을 포함.
- SNCF Voyages - TGV나 장거리 여객운송을 담당
- SNCF Proximites - 도시 및 지역 수준의 여객운송을 담당
- SNCF Logistics - 철도나 도로를 통한 상품운송을 담당. Fret SNCF의 자회사였으며 사명은 SNCF Geodis였으나 2015년 1월 1일 SNCF Logistics로 변경됨. VFLI, Captrain을 포함
- 'Gares & Connexions' 역사 관리 및 건축을 담당

## 같이 보기
- 지도주의
- 지방 특급 운송